# Cris Carniato
Cristina Carniato (Maringá, Paraná, 2 de julho de 1978)  é uma atriz, cantora e modelo brasileira.

## Carreira
Natural de Maringá, no Paraná, Cris Carniato mudou-se para São Paulo aos 18 anos, após vencer um concurso de Miss de sua cidade natal. Na capital paulista, ela foi convidada para integrar um grupo musical e chegou a assinar contrato com a BMG. Como modelo, estrelou em campanhas publicitárias no Brasil e no exterior.
Atriz e cantora por formação, esteve nos espetáculos "Entre Paredes Escuras" e "O Especialista", ambos produzidos pela Carniato & Carniato produções Artísticas e ganhadores do Prêmio "Aniceto Matti", em 2013 e 2015 respectivamente; "O Telescópio" (direção de Guilherme Santana), "O Automóvel do Inferno" (direção de Andréa Egídio), "O Urso" (direção de Nill De Pádua), "Um Bonde Chamado Desejo" (direção de Sergio Milagre), Teatro Musical "Glee" (direção de Luciano Andrey).
Na televisão, fez parte da produção "Insensato Coração", de Dennys Carvalho (2011). Na novela da Globo, interpretou Viviane, par romântico de Lázaro Ramos. Desde então, passou pela série "Os Experientes" (episódio "O Assalto", 2015), de Fernando Meirelles, para o Festival 50 anos da Globo; esteve na minissérie "Maysa, Quando Fala o Coração", de Jayme Monjardim (2009); na novela "Amor e Intrigas", de Edson Spinello, Record TV (2008); além de ser a apresentadora do canal 1, da Sky (2009 a 2011). Também fez parte do elenco dos curtas "Lar doce Lar", dirigido por Tassia Quirino (2014); e "Noir", de Diego Ruiz e Helton Ladeira (2007), sendo este último  finalista na categoria de melhor filme, no 15º Gramado Cine Vídeo, e vencedor do prêmio de melhor direção, da 7ª Mostra de Curtas de Goiânia.
Atualmente, Cris está em "As aventuras de Poliana", do SBT, no papel de Fernanda Rios, uma mãe workaholic, que abandona as filhas para trabalhar na Europa, e depois volta para tumultuar a vida do ex-marido e das crianças, prometendo muitas reviravoltas na trama. Na produção, como cantora, também faz parte da trilha sonora.

## Filmografia

### Televisão
| Ano       | Título                       | Personagem    | Nota                                |
| --------- | ---------------------------- | ------------- | ----------------------------------- |
| 2008      | Amor e Intrigas              | Carol         |                                     |
| 2009      | Maysa: Quando Fala o Coração | Marlene       |                                     |
| 2009–11   | Sky TV                       | Apresentadora |                                     |
| 2011      | Insensato Coração            | Viviane       |                                     |
| 2015      | Os Experientes               | Cristiane     | Episódio: "Atravessadores do Samba" |
| 2018–2020 | As Aventuras de Poliana      | Fernanda Rios |                                     |
| 2022      | Reis                         | Liora         | Fase: A Escolha                     |

### Curta-Metragem
| Ano  | Título       | Direção                     | Nota(s) |
| ---- | ------------ | --------------------------- | ------- |
| 2014 | Lar doce Lar | Tassia Quirino              |         |
| 2017 | Noir         | Diego Ruiz e Helton Ladeira |         |

## Teatro
| Período | Título                  | Direção                       | Nota                             |
| ------- | ----------------------- | ----------------------------- | -------------------------------- |
| 2015    | O Especialista          | Carniato & Carniato Produções | Ganhador do Prêmio Aniceto Matti |
| 2013    | Entre Paredes Escuras   | Carniato & Carniato Produções | Ganhador do Prêmio Aniceto Matti |
|         | O Telescópio            | Guilherme Santana             |                                  |
|         | O Automóvel do Inferno  | Andréa Egídio                 |                                  |
|         | O Urso                  | Nill de Pádua                 |                                  |
|         | Um Bonde Chamado Desejo | Sérgio Milagre                |                                  |
|         | Glee                    | Luciano Andrey                | Teatro Musical                   |

## Discografia
| Ano         | Música            |
| ----------- | ----------------- |
| 2001 - 2003 | Grupo Musical Nix |

## Ligações Externas
- Cris Carniato. no IMDb.
- Cris Carniato no Instagram